# AIDC 경국호
경국호(經國號) (AIDC F-CK-1 Ching-kuo)는 흔히 IDF (국산 방위 전투기)로 불리며, 중화민국에서 개발한 전투기이다. 외형이 F-16과 F-18이 혼합된 모습이다.
대한민국 최초의 전투기 FA-50과 최대이륙중량이 비슷하며, FA-50이 추력 5톤의 단발엔진인데 비해, 경국호는 추력 2.5톤의 쌍발엔진의 차이가 있을 뿐이다. 대만 경국호 합작개발팀이 일본의 F-2와 한국의 FA-50를 합작개발했다는 낭설을 퍼뜨리는 사람들이 있으나, 이는 근거가 전혀 없다.

## 역사
1979년 1월 1일 미국이 중화민국과 단교하고 중화인민공화국과 수교하면서, 미국은 대만에 기존의 우호국으로서 대만관계법을 통해, 자국을 방어할 수 있는 수준의 무기만 판매를 허용하게 된다.
1980년대초 중화민국 공군은 노후화된 70여 대의 록히드 F-104 스타파이터와 360여 대의 노스롭 F-5 프리덤 파이터(타이거2)를 대체할 계획을 세웠다. 대만은 미국으로부터 F-16과 F-20 전투기 도입을 희망했지만, 중화인민공화국과의 입장을 고려한 미국의 정책 때문에 도입할 수 없었다. 이에 중화민국은 독자적인 전투기 개발을 결심하고, 1982년부터 본격적인 연구 개발에 착수했다.
당시 레이건 미 대통령은 중화인민공화국과의 관계 균형을 위해 대만에 대한 무기 판매를 제한했지만 방위산업은 지원하기로 결정했다. 이러한 결정에 따라 미국 기업들은 ‘경국’으로 명명된 대만 전투기 개발에 간접적으로 참여할 수 있게 되었다.

## 연구개발
1982년부터 본격적인 연구개발에 착수하였다. 핵심 기술의 주체가 제네럴 다이내믹스(현 록히드 마틴)이었던 만큼, 대만의 경국호도 F-16에 기반하고 있다. 경국호의 첫 비행은 1989년에 있었다.
경국 전투기는 중국 공군의 J-7, J-8에 대응할 수 있도록 F-16A 또는 미라주 2000C 수준의 성능을 목표로 개발됐다. 미국은 중국과의 마찰을 원치 않아 경국 전투기 개발에 제한조건을 내걸었다. 즉, 항속거리는 F-5E보다 길지 않아야 하고, 대지공격능력은 F-16보다 우수하지 않아야 한다는 것이었다. 태생적으로 경국 전투기는 신형 F-16보다 떨어지는 수준의 성능을 가질 수밖에 없었던 것이다. 경국 전투기의 형상은 미국의 제너럴 다이내믹스 사(社)가 지원했다.
개발 과정에서 가장 큰 걸림돌은 엔진이었다. F100이나 F404와 같은 우수한 군용엔진을 확보하는 것은 대만관계법에 의해 사실상 불가능했기 때문이다. 엔진 분야는 미국의 주요 엔진 제작사가 참여를 거부해 민간 항공기용 제트엔진을 주로 개발하던 미국 하니웰 가렛사가 대만과 공동투자 방식으로 참여를 결정했다. 본래 A/B가 없는 공격기용인 F-124에 A/B를 붙여 성능이 증간된 F-125 엔진은 경국호에 2개 즉, 쌍발로 장착되어 있으며, F-125엔진의 A/B제거버전은 이탈리아 훈련기 M-346에 채용되어있고, 인도의 재규어 엔진 업그레이드 사업에도 사용되고 있다. F-125의 Mil 추력은 6천파운드(각각)이며, A/B가동시는 9천 500파운드의 추력이 나온다. 경국호는 쌍발이므로 합산 추력은 단발 F404엔진의 17,700파운드 추력인 T-50 보다 12%가량 높으나, 무게 면에서 쌍발인 탓에 추중비는 떨어진다. 최고속력은 T-50이 마하 1.5인데 비해 경국호는 마하 1.7~1.8로 다소 우위를 보인다.
항공전자 분야는 미국의 스미스 사와 노스롭 그루먼, 영국의 BAe 시스템즈 등이 참여했다. 레이다는 웨스팅 하우스 사의 기술 지원하에 F-20 타이거샤크 전투기에 사용됐던 AN/APG-67 발전형이 탑재됐다. 이 레이다는 최대탐지거리가 150km가량으로 상당히 우수하다.
경국은 기본 무장으로 F-16과 같은 위치에 M61 20mm 벌컨포 1문을 탑재한다. 미국제 암람미사일의 수출이 불가능했기 때문에, 별도의 대만 자국산 공대공 미사일 개발이 필요하였다. 공중전을 위한 미사일 개발은 경국 개발과 독립적으로 추진됐으며 톈첸(天劍; 천검)-1, 톈첸(天劍; 천검)-2 개발로 이어졌다.
톈첸(天劍; 천검)-1 미사일은 서방 측 공군이 널리 사용하는 AIM-9 사이드와인더와 유사한 단거리 열추적 미사일이다. 대만의 중산과학원이 대만 공군을 위해 1980년대 중반부터 개발에 착수했고, 경국 전투기의 주요 무장으로 사용된다. 톈첸(天劍; 천검)-2는 서방 측의 AIM-120 암람과 비교되는 중거리 레이더 유도 미사일로, 역시 중산과학원이 미국의 기술 지원으로 개발에 성공했다. 경국 전투기는 공대공 임무 시 천검-1 4발을 주날개에, 천검-2 2발을 동체 아래에 탑재한다.
완첸(萬劍; 만검) 공대지 미사일은, 경국호에 2발 무장되며, 사거리 약 200km가량의, 타우러스와 유사한 스텔스 외형을 가지고 있다. 현재로서는 경국이 무장하는 가장 위협적인 무장으로 꼽히고 있다. 다만 이들의 성능은 입증된 바 아직 없다.

## 도입

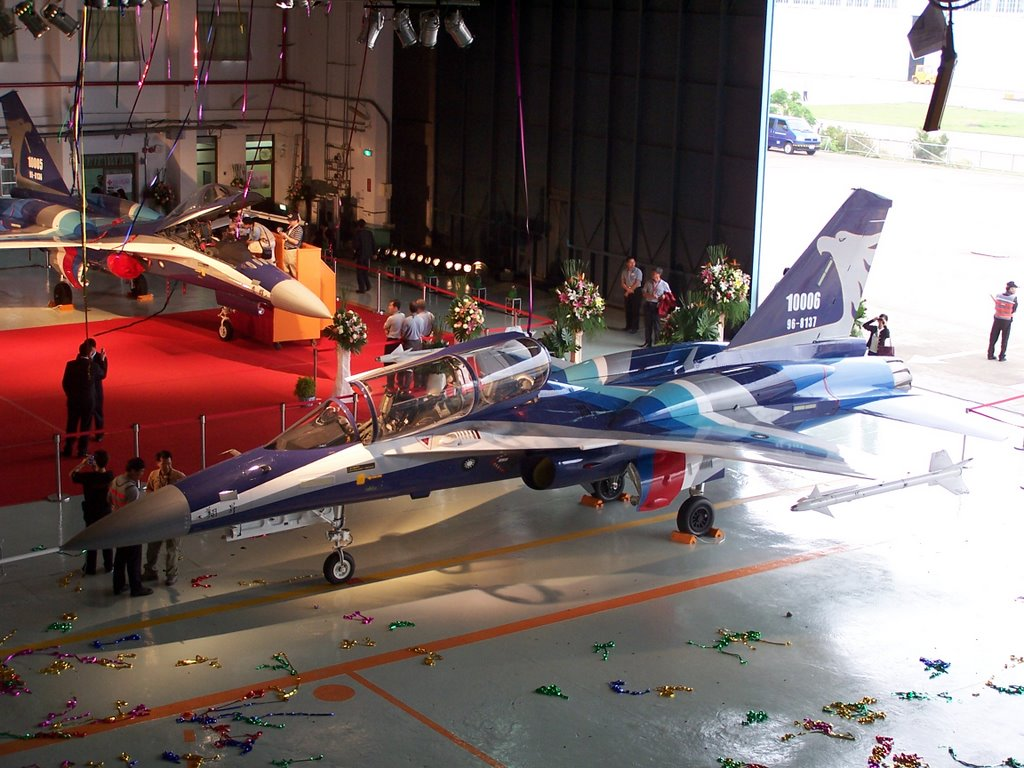
경국호 공개행사

처음에는 총 256대를 도입하려 했으나, 1992년 미국이 F-16 A/B형 150대의 수출을 허용하자 이에 대만은 경국호보다 F-16의 도입을 우선시하여 경국호의 생산량을 130대로 대폭 줄이게 된다. 또한 대만은 F-16의 도입계약일로부터 며칠 지나지도 않은 1992년 11월 17일, 프랑스 미카 공대공미사일을 포함해서 미라주 2000-5Ei 48대, 2000-5Di 12대 총 60대 도입계약에 서명하였다. 2000년대에는 F-16 블럭52 최신형도입을 미국에 요구해 왔다.
1999년 생산라인 페쇄이후 오랫동안 경국호의 추가생산은 고려되지 않았으나, 2014년 최근에는 다시금 경국호의 개량사업에 뛰어들고 있다.
2010년 경국호의 시간당 운용유지비는 7,715달러로, 이는 대만 F-16의 4,937달러보다 비싸지만, 대만 미라주 전투기의 24,840달러보다는 매우 저렴하다.

## 보유국
- 대만 - 프로토타입 항공기 4대, 샹셩 프로젝트 2대, 양산기 131대 등

## 제원 (F-CK-1)
- 전폭: 8.53m
- 전장: 14.48m
- 전고: 4.42m
- 최대이륙중량: 9,072㎏
- 최대속도: 마하 1.7
- 실용상승한도: 55,000피트
- 최대항속거리: 1,100㎞
- 무장: 20㎜ M61A1 기관포 1문, 톈첸 1, 2 공대공미사일, 슝펑 공대함미사일, 완첸 공대지미사일

## 같이 보기
- T-50 골든 이글
- F-16 파이팅 팰콘
- F-5 프리덤 파이터
- F-20 타이거샤크
- 청두 J-7